# Diplophlyctis verrucosa
Diplophlyctis verrucosa är en svampart som beskrevs av Kobayasi & M. Ôkubo 1954. Diplophlyctis verrucosa ingår i släktet Diplophlyctis och familjen Endochytriaceae.   Inga underarter finns listade i Catalogue of Life.